# Frank Worrell
Pour les articles homonymes, voir Worrell (homonymie).
Sir Frank Mortimer Maglinne Worrell est un joueur de cricket barbadien et sénateur jamaïcain né le 1er août 1924 à Saint Michael (Barbade) et décédé le 13 mars 1967 à Kingston (Jamaïque), international au sein de l'équipe des Indes occidentales. Ce batteur débute en first-class cricket avec l'équipe de la Barbade en 1942. Il déménage en Jamaïque et joue pour l'équipe locale dans les rencontres entre entités territoriales caribéennes à partir de 1947. Il dispute son premier test-match avec les Indes occidentales en 1948.
En 1960, Frank Worrell est le premier Noir à être nommé capitaine des Indes occidentales pour une tournée entière. Il met fin à sa carrière internationale en 1963, et est anobli l'année suivante. Après sa carrière sportive, il devient membre du Sénat jamaïcain. Il meurt à Kingston à l'âge de quarante-deux ans d'une leucémie diagnostiquée lors d'un voyage en Inde.

## Biographie

### Jeunesse
Frank Worrell naît le 1er août 1924 dans la province de Saint Michael, sur l'île de Barbade, dans une famille dont l'intérêt pour le cricket est faible. Bostonville, la maison familiale, est située à quelques pas de l'Empire Club, une équipe locale. Il étudie à Combermere School, et fait partie de la principale équipe de l'école dès l'âge de treize ans. Il est alors principalement utilisé en tant que lanceur de style slow left-arm orthodox, même si l'ancien joueur de l'équipe de la Barbade Owen Pilgrim, qui enseigne les Mathématiques dans l'établissement, détecte très tôt chez lui des talents de batteur.

### Carrière avec Barbade
Frank Worrell fait ses débuts en first-class cricket avec Barbade contre Trinité au Queen's Park Oval de Port-d'Espagne en janvier 1942, toujours pour ses qualités de lanceur. Grâce à ses performances à la batte, il est progressivement promu dans l'ordre de passage des batteurs de l'équipe. Il réussit contre Trinité un partnership de 502 course en une manche avec John Goddard au cours de la saison 1943-1944, lui-même en marquant 308. Contre les mêmes adversaires, Clyde Walcott et lui accumulent 574 courses en une manche en 1946, un record du monde qui tiendra un an, Worrell en marquant 255.
Entre 1942 et 1947, Worrell dispute un total de quinze rencontres avec Barbade, marquant en tout 1547 courses à une moyenne à la batte d'environ 74 et prenant 43 guichets à une moyenne au lancer d'environ 27.

### Débuts internationaux
Worrell déménage en Jamaïque en 1947. Il considère que les préjugés raciaux y sont moins marqués qu'à Barbade.
Il est sélectionné pour la première fois avec l'équipe des Indes occidentales de cricket en 1948 lors d'une visite de l'équipe d'Angleterre dans les Caraïbes, au cours de la deuxième rencontre de la série de test-matchs. Ses compatriotes Clyde Walcott et Everton Weekes débutent au cours de la même série. Les « 3 W », nés à quelques kilomètres d'écart sur une période de dix-huit mois, forment un trio de batteurs performant pendant une décennie, Worrell battant régulièrement en troisième position, Weekes en quatrième et Walcott en cinquième.
En 1948 toujours, il est engagé en tant que professionnel de l'équipe de Radcliffe, en Angleterre, dans la Central Lancashire League. Il est payé 500 £ par saison. En 1948-1949, les Indes occidentales effectuent une tournée en Inde. Worrell refuse d'y participer : le West Indies Cricket Board of Control (WICBC) n'a pas cédé à sa demande que les joueurs soient mieux payés. Il participe à une tournée en Inde un an plus tard avec une équipe du « Commonwealth » composée de joueurs professionnels des ligues de cricket du Lancashire. Il réussit en particulier 684 courses au cours des cinq « test-matchs » non officiels.

### Succès en Angleterre
Worrell réintègre l'équipe des Indes occidentales pour la tournée en Angleterre de 1950 ; les professionnels de l'équipe sont mieux payés qu'auparavant.
Les « 3 W » se montrent performants au cours de la tournée, Worrell marquant à lui seul 539 courses en six manches. Les Caribéens remporte la série de quatre test-matchs par trois victoires à une, en particulier grâce à leurs batteurs — les « 3 W » mais aussi Allan Rae et Jeffrey Stollmeyer — et à leurs duo de jeunes spin bowlers Sonny Ramadhin et Alf Valentine,. Worrell marque notamment 261 courses en une manche lors du troisième test, à Trent Bridge (Nottingham). Il embarque quelques mois plus tard pour une seconde tournée en Inde avec l'équipe du Commonwealth. Un peu moins prolifique à la batte, il l'est au lancer. Il acte même occasionnellement en tant que capitaine lorsque le joueur désigné pour le poste a des problèmes de santé.

### Tournée en Océanie
La tournée de 1951-1952 en Australie est bien moins réussie pour les Indes occidentales que celle remportée en 1950 en Angleterre. Ils perdent quatre rencontres face à l'équipe locale et n'en remportent qu'une, échouant notamment face aux lancers de Keith Miller et Ray Lindwall. Worrell réussit à prendre dix-sept wickets au cours de la série, incluant des performances telles que 6/38 en une manche et 7/137 en un match; sa moyenne à la batte sur ces cinq matchs est de 33,7.

### Worrell capitaine

#### Tournée en Australie
Jusqu'en 1960, les sélectionneurs de l'équipe des Indes occidentales ont systématiquement nommé un capitaine blanc, préférant parfois un Blanc inexpérimenté qu'un Noir ayant plusieurs années de carrière. La seule exception est alors un match disputé sous la responsabilité de George Headley en 1948. Lors de la série disputée à domicile face à l'Angleterre en 1959-1960, c'est Gerry Alexander qui est à la tête des Indes occidentales.
C.L.R. James est alors rédacteur en chef du journal The Nation, organe officiel du People's National Movement (PNM), le parti d'Eric Williams, Premier de Trinité-et-Tobago. Pour lui, il est indispensable que Frank Worrell soit nommé capitaine pour la tournée à venir en Australie en 1960-1961. Il lance une campagne de presse en publiant notamment dans The Nation un article sous le titre « Alexander must go, make Worrell captain ». La campagne de presse est relayée par d'autres journaux dans les Caraïbes, et par Williams lors du congrès de son parti. Les sélectionneurs nomment Worrell capitaine pour la tournée en Australie. Il est le premier Noir et le premier professionnel à occuper le poste pour une série de matchs entière et pour une tournée.
À cette époque, le cricket, au niveau international, est dominé par des tactiques défensives. Les équipes jouent avant tout pour ne pas perdre,. Avant la série de cinq test-matchs entre les Indes occidentales et l'Australie, Worrell et son homologue australien, Richie Benaud, s'engagent à proposer un cricket attractif.
La première rencontre de la série est disputée à The 'Gabba, Brisbane. Elle produit le premier tied match de l'histoire du Test cricket lorsque, dans la dernière série de lancers de la partie, au cinquième jour de jeu, les trois derniers Australiens sont éliminés en marquant quatre courses. Au cours de la rencontre, Worrell participe à un partnership de 174 courses avec Garfield Sobers dans la première manche alors que l'équipe a perdu rapidement trois batteurs ; il marque 65 courses dans la deuxième,. Les Australiens et les Caribéens remportent par la suite chacun un match, et la série se décide lors du cinquième et dernier, que les locaux gagnent de justesse.
Si les Indes occidentales perdent la série 2-1, leur tournée est un succès populaire. Cinq-cent mille personnes sont présentes dans les rues de Melbourne pour saluer les visiteurs sur le départ. La dernière rencontre voient un affluence record au Melbourne Cricket Ground pour un match de cricket : plus de 274 000 au total, dont 90 800 le dernier jour ; Worrell et Benaud réussissent leur pari de disputer une série attractive par un jeu spectaculaire.
Peu de temps après la série, la fédération australienne, l'Australian Board of Control, annonce que les séries de test-matchs entre l'Australie et les Indes occidentales se joueront désormais sous le nom de Trophée Frank Worrell (Frank Worrell Trophy). Un trophée, qui inclut l'une des balles utilisée lors du premier test de la série, est créé par l'ancien joueur de cricket international Ernie McCormick.

#### Fin de carrière
L'Inde est en tournée dans les Caraïbes en 1961-1962. Les Indes occidentales de Worrell remportent 5-0 leur série de cinq test-matchs. Worrell est l'un de ceux qui donne son sang lorsque son homologue indien, Nari Contractor, est touché à la tête par un lancer de Charlie Griffith lors d'une rencontre entre l'Inde et la Barbade,. Son geste est célébré tous les ans dans l'État indien du Bengale-Occidental par le Sir Frank Worrell Day, une journée de collecte de sang organisée par Cricket Association of Bengal, qui gère le cricket dans cet État. Worrell marque 332 courses au cours de la série, et en la meilleure moyenne à la batte, 88. Il atteint son meilleur score, 98 sans être éliminé, dans la cinquième rencontre,.
Sa dernière tournée internationale a lieu en Angleterre, en 1963. À trente-huit ans, il n'est physiquement plus capable d'être aussi performant qu'il ne l'a été, mais dispute tous les test-matchs de la série malgré la fatigue. En tant que batteur, sa seule manche notable est un total de 74 courses dans le premier test où il montre qu'il est encore à l'aise avec le cut. Comme en Australie deux ans plus tôt, la tournée est un succès populaire, revitalisant l'intérêt du public local pour le cricket. De nombreux émigrants Caribéens assistent aux rencontres et voient leur équipe remporter la série par trois victoires à une,. Worrell annonce qu'il prend sa retraite de joueur à l'issue de la tournée.

## Bilan sportif

### Principales équipes
|                    | Test                  |
| ------------------ | --------------------- |
| Indes occidentales | 1948 - 1963           |
|                    | First-class           |
| Barbade            | 1941-1942 - 1946-1947 |
| Jamaïque           | 1947-1948 - 1963-1964 |

## Honneurs
- Un des cinq Wisden Cricketers of the Year de l'année 1951.
- Anobli en 1964.
- Désigné en 2004 comme étant l'un des cinq meilleurs joueurs de cricket des Indes occidentales de tous les temps[34] par un panel d'expert lors de la cérémonie célébrant les 75 ans du Test cricket dans les Indes occidentales[35].
- Membre de l'ICC Cricket Hall of Fame depuis 2009 (membre inaugural)[36].